# Заржицкий, Николай Викторович
Николай Викторович Заржицкий (род. 18 февраля 1979, Усть-Каменогорск) — казахстанский хоккеист, центральный нападающий

## Биография
Воспитанник усть-каменогорского хоккея. В высшей лиге чемпионата России провел 357 игр в регулярном чемпионате и 22 игры в плей-офф, набрав 88+112 очков. В первой лиге чемпионата России провел 34 игры, набрав 6+6 очков. В чемпионате Казахстана провел 91 игру, набрав 16+25 очков. За единственный сезон, проведенный в Азиатской хоккейной лиге за Голден Амур, провел 45 игр, забив 18 шайб и сделав 26 результативных передач. Выступая в ВХЛ, провел 50 игр в регулярном чемпионате и 5 — в плей-офф. Набрал 10+10 очков.
В составе сборной Казахстана выступал на чемпионатах мира 2000, 2001, 2002, 2006 годов. Сыграл 23 игры, набрал  6+4 очка.